# لانگ‌ویل، نیوساوت ولز
لانگ‌ویل (به انگلیسی: Longueville) یک حومه شهر در استرالیا است که در نیو ساوت ولز واقع شده‌است.